# Jan Wiemers
Jan Wiemers (Dokkum, 25 maart 1876 – aldaar, 4 juni 1961) was een Nederlands biljarter. Hij nam tussen seizoen 1912–1913 en 1940–1941 deel aan 26 nationale kampioenschappen, speelde één keer een EK en twee keer een WK.

## Titels
- Nederlands kampioen Ankerkader 45/2 (2x): Ereklasse 1916–1917, 1917–1918

## Deelname aan internationale kampioenschappen
| Nr. | Kampioenschap        | Plaats         | Klassering | Alg. gemiddelde |
| --- | -------------------- | -------------- | ---------- | --------------- |
| 1.  | EK AK 45/2 1929–1930 | Groningen      | 5e         | 16,86           |
| 2.  | WK AK 45/2 1933–1934 | Groningen      | 6e         | 15,62           |
| 3.  | WK AK 45/2 1936–1937 | Malo-les-Bains | 5e         | 8,55            |

## Deelname aan Nederlandse kampioenschappen in de Ereklasse
| Nr. | Kampioenschap     | Plaats     | Klassering                   | Alg. gemiddelde              |
| --- | ----------------- | ---------- | ---------------------------- | ---------------------------- |
| 1.  | AK 45/2 1912–1913 | Arnhem     | 2e                           | 7,76                         |
| 2.  | AK 45/2 1913–1914 | Leeuwarden | 2e                           | 8,28                         |
| 3.  | AK 45/2 1915–1916 | Den Haag   | 3e                           | 9,75                         |
| 4.  | AK 45/2 1916–1917 | Groningen  | 1e                           | 10,96                        |
| 5.  | AK 45/2 1917–1918 | Amsterdam  | 1e                           | 13,07                        |
| 6.  | AK 45/2 1918–1919 | Arnhem     | 4e                           | 11,05                        |
| 7.  | AK 45/2 1919–1920 | Leeuwarden | Ziek uitgevallen na één duel | Ziek uitgevallen na één duel |
| 8.  | AK 45/2 1920–1921 | Den Haag   | 4e                           | 12,03                        |
| 9.  | AK 45/2 1921–1922 | Groningen  | 3e                           | 11,16                        |
| 10. | AK 45/2 1922–1923 | Amsterdam  | 2e                           | 15,74                        |
| 11. | AK 45/2 1923–1924 | Amsterdam  | 4e                           | 11,55                        |
| 12. | AK 45/2 1925–1926 | Amsterdam  | 2e                           | 18,64                        |
| 13. | AK 45/2 1926–1927 | Haarlem    | 4e                           | 10,18                        |
| 14. | AK 45/2 1927–1928 | Utrecht    | 3e                           | 12,20                        |
| 15. | AK 45/2 1928–1929 | Rotterdam  | 2e                           | 14,44                        |
| 16. | AK 45/2 1929–1930 | Den Haag   | 2e                           | 14,38                        |
| 17. | AK 45/2 1930–1931 | Leeuwarden | 3e                           | 13,09                        |
| 18. | AK 45/2 1933–1934 | Amsterdam  | 2e                           | 13,46                        |
| 19. | AK 45/2 1935–1936 | Utrecht    | 5e                           | 14,68                        |
| 20. | AK 45/1 1936–1937 | Leeuwarden | 3e                           | 8,09                         |
| 21. | AK 45/2 1936–1937 | Arnhem     | 4e                           | 13,28                        |
| 22. | AK 71/2 1936–1937 | Amsterdam  | 3e                           | 8,04                         |
| 23. | AK 45/2 1937–1938 | Den Haag   | 6e                           | 13,59                        |
| 24. | AK 71/2 1937–1938 | Amsterdam  | 5e                           | 8,19                         |
| 25. | AK 71/2 1938–1939 | Groningen  | 8e                           | 7,46                         |
| 26. | AK 71/2 1940–1941 | Leeuwarden | 5e                           | 8,27                         |